# Grizelinija
Grizelinija (lat. Griselinia), maleni biljni rod koji čini samostalnu porodicu unutar reda Apiales. Sastoji se od sedam vrsta vazdazelenog grmlja i drveća koje rastu po Čileu, Argentini i Novom Zelandu.

## Vrste
1. Griselinia carlomunozii,  Čile (Antofagasta)
2. Griselinia jodinifolia, Čile (Maule, Bio Bio, Araucania, Los Lagos)
3. Griselinia littoralis, Novi Zeland
4. Griselinia lucida, Novi Zeland
5. Griselinia racemosa, Argentina (Chubut), Čile (Araucania, Los Lagos, Aisen)
6. Griselinia ruscifolia, Argentina (Chubut, Rio Negro), Čile (Los Lagos, Aisen, Magallanes)
7. Griselinia scandens, Čile (Coquimbo, Valparaiso, Maule, Bio Bio, Los Lagos, Aisen)